# 献县汉墓群
献县汉墓群，位于中国河北省沧州市城东云台山、尹店村一带，包括河间献王墓、李王墓、惠王墓、孝王墓、劉開墓（汉桓帝的祖父，乐成陵）、刘淑墓（汉灵帝的祖父，敦陵、又作单陵）、刘苌墓（汉灵帝的父亲，慎陵）、刘英墓、毛公墓、贯公墓、匡衡墓等。慎陵与敦陵俱位于献县陈庄镇双岭村。乐成陵位于陈庄镇小流屯村东北。
1982年7月23日公布为河北省文物保护单位，1996年11月20日公布为第四批全国重点文物保护单位。